# Inishark

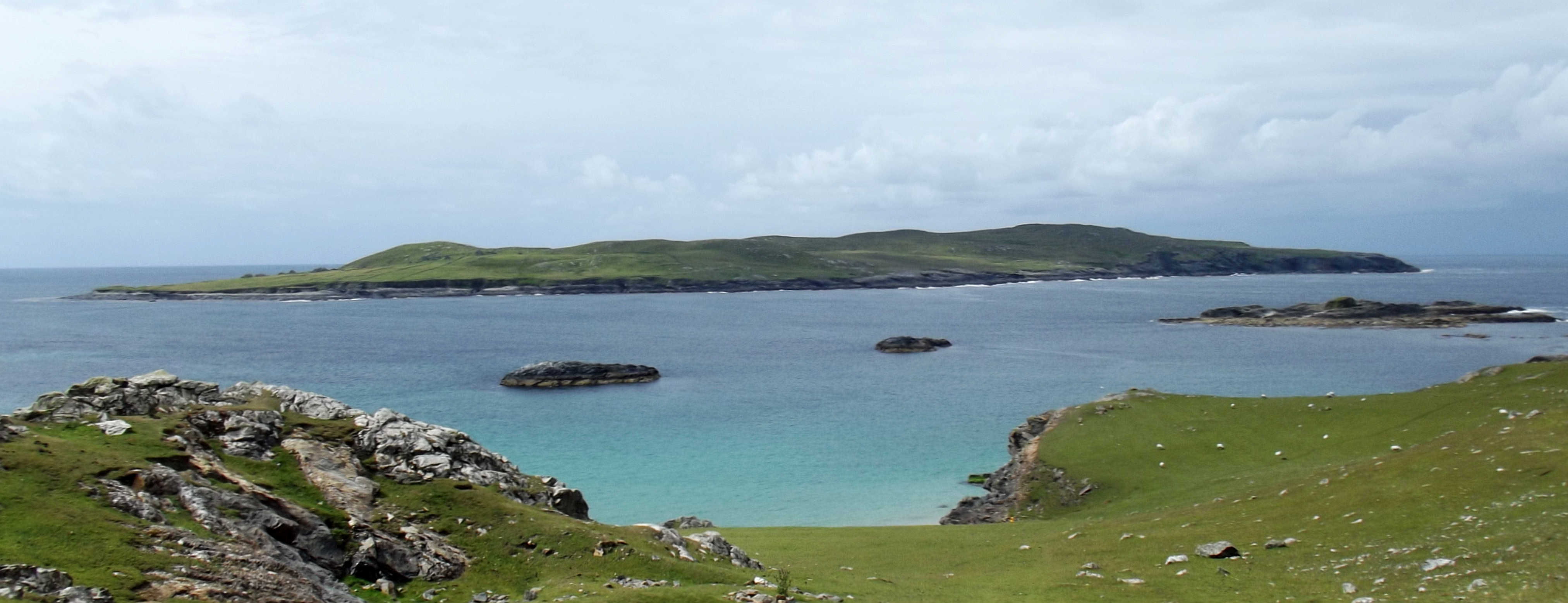
Inishark vista desde Inishbofin.

Inishark ou Inis Airc em irlandês é uma ilha da costa oeste da Irlanda, no Condado de Galway, atualmente desabitada e situada perto da outra ilha maior chamada de Inishbofin, ainda habitada.
Chegou a ter uma população de mais de 200 habitantes antes da grande fome irlandesa, porém devido ao isolamento e falta de serviços básicos, sua população, que vivia exclusivamente na base de pesca, foi aos poucos emigrando principalmente aos EUA, tendo seus últimos 23 habitantes sido evacuados pelo governo irlandês em 1960, hoje restando apenas as habitações e a igreja em ruínas.

## Geografia
Localizada na Connemara, província de Connacht, a pouco mais de 1 km da ilha de Inishbofin e a menos de 10 km da ilha da Irlanda, tem cerca de 2,5 km2 de extensão e seu ponto culminante é de 96 metros. É cercada em sua maior parte por pequenas falésias e seu território é razoavelmente plano e sua terra fértil. Atualmente desabitada, a ilha serve de engorda para ovelhas cujos donos são habitantes de Inishbofin.